# Вокзал Хамм

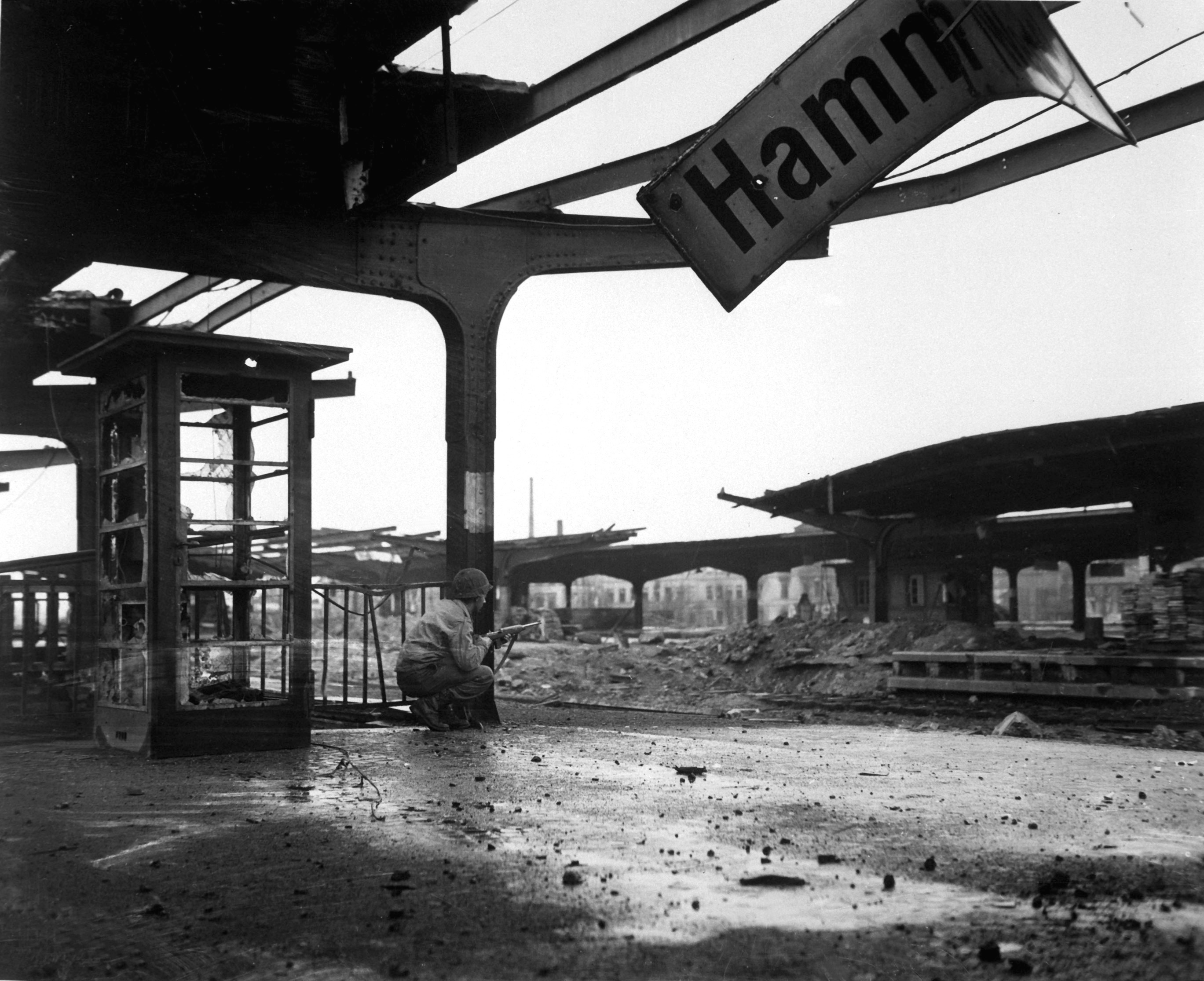
Бои на вокзале Хамма 6 апреля 1945 года

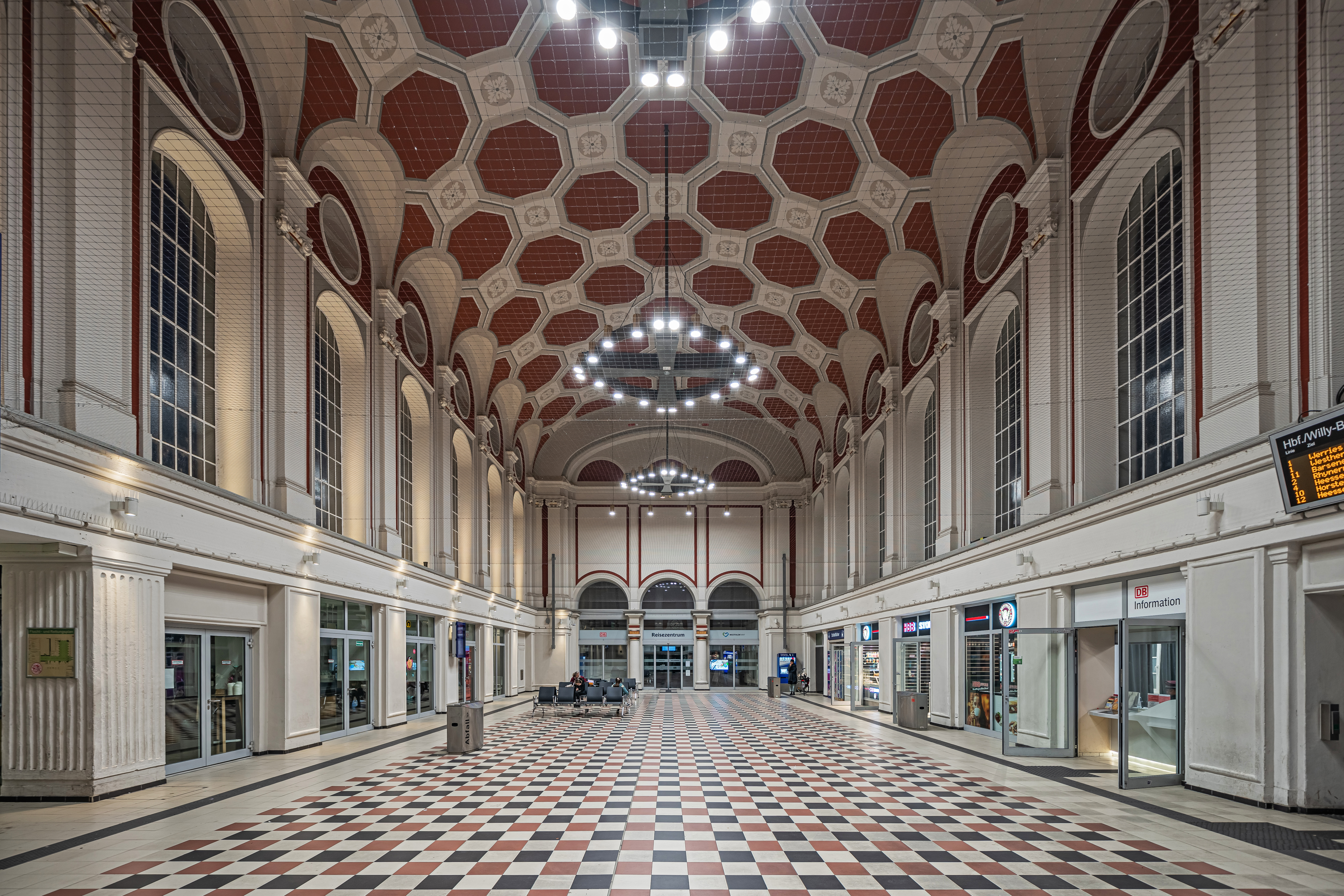
Зал ожидания вокзала

Вокзал Хамм (нем. Bahnhof Hamm (Westfalen)) — главный железнодорожный вокзал в городе Хамм (федеральная земля Северный Рейн-Вестфалия). Это один из важнейших железнодорожных узлов восточной части Рурской области и Северного Рейна — Вестфалии в целом. Вокзал ежедневно отправляет 350 поездов местного и дальнего сообщений. По немецкой системе классификации вокзал Хамма относится к категории 2.
Вокзал Хамма — это тематический пункт регионального проекта «Путь индустриальной культуры» Рурского региона.

## История
Вокзал в Хамме был открыт 2 мая 1847 года, когда Кёльн-Минденская железнодорожная компания проложила железнодорожный участок Дортмунд—Хамм, продлив его через 5 месяцев до Миндена.

С самого начала станция Хамм была запланирована как узловая. В мае 1848 года железнодорожная компания Мюнстер-Хамм проложила участок Мюнстер-Хамм. 4 октября 1850 года был запущен железнодорожный участок Хамм-Варбург, и, наконец, в 1866 году Бранденбургская железнодорожная компания открыла движение по участку Хаген-Хамм.

К началу XX века движение поездов по станции Хамм возросло настолько, что существующей системы путей стало недостаточно, поэтому в 1911 году была начата модернизация вокзала и прилегающей железнодорожной инфраструктуры, которая завершилась только спустя 18 лет. При этом на месте старого, прослужившего более 60 лет вокзала, 14 октября 1920 года был открыт новый, существующий и по сей день. Это было двухэтажное здание с обширным вестибюлем в стиле псевдобарокко. При этом история не сохранила имя автора архитектурного проекта. В рамках реконструкции также было построено 2 депо, а также создана товарно-сортировочная станция.

В ходе второй мировой войны во время многочисленных бомбардировок британской авиации город Хамм был разрушен на 80 %. Сильно пострадал и железнодорожный вокзал, была повреждена крыша и подвальные помещения, большая часть товарно-сортировочной станции была разрушена, но уже 18 июня 1945 года с вокзала Хамма отправились первые пассажирские поезда на Дортмунд и Дуйсбург, а через два дня первые поезда отправились в направлении Мюнстера и Билефельда.

10 мая 1957 года была электрифицирована железнодорожная линия связывающая Хамм и Дюссельдорф. Полностью электрификация была завершена в декабре 1970 года, когда был электрифицирован последний участок в направлении Падерборна.

В 1984 году с вокзала Хамма отправились первые поезда ICE, а год спустя здание вокзала подверглось реставрации и модернизации. С 1990 года здание вокзала находится под охраной государства.

## Движение поездов по станции Хамм

### ICиICE
| Линия  | Маршрут |
| ------ | --- |
| ICE 10 | Берлин (Восточный вокзал) — Ганновер — Билефельд — Хамм — Дортмунд — Бохум — Эссен — Дуйсбург — Аэропорт (Дюссельдорф) — Дюссельдорф — Кёльн–Мессе/Дойц — Кёльн — Аэропорт «Кёльн-Бонн» |
| ICE 41 | Хамм — Дортмунд — Бохум — Эссен — Дуйсбург — Дюссельдорф — Кёльн-Мессе/Дойц — Кёльн — Франкфурт-на-Майне — Вюрцбург — Нюрнберг — Мюнхен                                                 |
| ICE 43 | Ганновер — Билефельд — Хамм — Дортмунд — Хаген — Вупперталь — Золинген — Кёльн — Бонн — Франкфурт-на-Майне — Мангейм — Карлсруэ — Фрайбург — Базель                                     |
| IC 32  | Берлин — Ганновер — Хамм — Дортмунд — Бохум — Эссен — Мюльхайм-на-Руре — Дуйсбург — Дюссельдорф — Кёльн — Кобленц — Мангейм — Штутгарт — Мюнхен                                         |
| IC 51  | Бинц — Берлин — Галле — Эрфурт — Кассель — Хамм — Дортмунд — Эссен — Дуйсбург — Аэропорт (Дюссельдорф) — Дюссельдорф — Кёльн                                                            |
| IC 55  | Лейпциг — Магдебург — Ганновер — Билефельд — Хамм — Дортмунд — Бохум — Эссен — Мюльхайм-на-Руре — Дуйсбург — Дюссельдорф — Кёльн                                                        |

### RE,RBиS-Bahn
| Линия | Название                  | Маршрут |
| ----- | ------------------------- | --- |
| RE 1  | NRW-Express               | Падерборн — Зост — Хамм — Дортмунд — Бохум — Эссен — Мюльхайм-на-Руре — Дуйсбург — Аэропорт (Дюссельдорф) — Дюссельдорф — Кёльн–Мессе/Дойц — Кёльн — Ахен |
| RE 3  | Rhein-Emscher-Express     | Хамм — Камен — Дортмунд — Кастроп-Рауксель — Херне — Ванне-Айкель — Гельзенкирхен — Оберхаузен — Дуйсбург — Аэропорт (Дюссельдорф) — Дюссельдорф          |
| RE 6  | Westfalen-Express         | Минден — Билефельд — Хамм — Дортмунд — Бохум — Эссен — Мюльхайм-на-Руре — Дуйсбург — Аэропорт (Дюссельдорф) — Дюссельдорф                                 |
| RE 7  | Rhein-Münsterland-Express | Крефельд — Нойс — Кёльн — Кёльн-Мессе/Дойц — Золинген — Вупперталь — Хаген — Хамм — Мюнстер — Райне                                                       |
| RE 11 | Rhein-Hellweg-Express     | Хамм — Дортмунд — Бохум — Эссен — Мюльхайм-на-Руре — Дуйсбург — Крефельд — Мёнхенгладбах                                                                  |
| RE 13 | Maas-Wupper-Express       | Венло — Фирзен — Мёнхенгладбах — Нойс — Дюссельдорф — Вупперталь — Хаген — Хамм                                                                           |
| RB 69 | Ems-Börde-Bahn            | Мюнстер — Хамм — Гютерсло — Билефельд |
| RB 89 | Ems-Börde-Bahn            | Мюнстер — Хамм — Липпштадт — Падерборн — Варбург — Кассель                                                                                                |